# Vogézy
Vogézy, francouzsky Vosges [voːʒ]IPA, jsou horské pásmo ve východní Francii, rozprostírající se podél západní strany údolí Rýna v severoseverovýchodním směru, od Belfortu po Saverne.
Geograficky se pohoří Vogézy nachází celé ve Francii s tím, že je průsmyk Col de Saverne odděluje od Falckého lesa, který z geologického pohledu částečně patří k masívu Vogéz. Vogézy jsou ve své jižní části tvořeny hlavně žulou, s některými vyvřelinami a druhem červeného pískovce (až do 500 m tloušťky), což přineslo francouzské jméno grés Vosgien. Nízké Vogézy jsou pískovcovou plošinou o nadmořské výšce 300–600 m n. m.

## Členění
Orograficky je pásmo rozděleno od jihu na sever do tří částí: Vysoké Vogézy (Hautes Vosges), rozkládající se v jižní části pásma od Belfortu do údolí Bruche; Centrální Vogézy mezi údolím Bruche a průsmykem Col de Saverne; Nízké Vogézy mezi průsmykem Col de Saverne a pramenem řeky Lauter. Kulaté hřebeny Vysokých Vogéz se nazývají balóny.
Nejvyšší body se nacházejí ve Vysokých Vogézách: Grand Ballon (také nazývaný Ballon de Guebwiller) dosahuje výšky 1424 m n. m., Storckenkopf výšky 1366 m n. m., Hohneck výšky 1363 m n. m. a Ballon d'Alsace výšky 1247 m n. m. Průsmyk Col de Saales, mezi Vysokými a Centrálními Vogézami, dosahuje výšky 579 m n. m., obě pohoří jsou nižší a užší než Vysoké Vogézy. Nejvyšším bodem této části je Mont Donon (1008 m n. m.). Mezi Vogézami a odpovídajícím pohořím Černý les na druhé straně Rýna je značná podobnost: obě leží na stejné zeměpisné šířce, mají podobné geologické složení a jsou charakterizovány lesy na nižších svazích, nad kterými jsou otevřené pastviny a kulaté vrcholky spíše stejné nadmořské výšky, navíc obě pohoří ukazují prudší svahy směrem k Rýnu a na opačné straně pozvolna klesají. Příčinou je to, že jak Vogézy, tak Černý les byly vytvořeny statickým zdvihem jako odpověď na otevření Rýnského příkopu. Rýnský příkop je hlavní denotační kotlina. Když se takové kotliny tvoří, zúžení kůry způsobí vyzdvižení přímo hraničící s kotlinou. Rozsah zdvihu se snižuje se vzdáleností od kotliny, tím pádem je nejvyšší pásmo vrcholů přímo u hranic kotliny a naopak nižší pohoří se rozkládají pryč od kotliny.

## Podnebí
Z meteorologického hlediska je rozdíl mezi východními a západními svahy pohoří velmi značný, roční úhrn srážek je mnohem vyšší a teploty mnohem nižší na západě než na východě. Na východním svahu dosahují vinice výšky 400 m n. m.; na druhou stranu jedinou řekou v této oblasti je Ill a další kratší toky. Řeky Mosela, Meurthe a Sarre pramení na lotrinské straně. Morény, balvany a hladké skály dokazují existenci starověkých ledovců, které dříve pokrývaly Vogézy. Jezera jsou obklopena jedlemi, buky a javory a zelené louky poskytují pastviny pro stáda skotu, s pohledy na údolí Rýna, Černý les a vzdálená, sněhem pokrytá švýcarská pohoří.

## Historie
V nižších polohách a výstupcích hlavního řetězce na alsaské straně je mnoho hradů, hlavně zřícenin, dokazujících důležitost klíčových křižáckých cest Evropy, po staletí dychtivě vybojovaných. Na některých místech hlavního hřebene, obzvláště v St. Odile nad Ribeauvillé (německy: Rappoltsweiler), jsou zbytky zdi z kamene bez malty spojené dřevem, nazývané Mur Païen (Pohanská zeď). Byla ve středověku užívána na obranu a archeologové se liší v tom, zda byla postavena Římany nebo ještě před jejich příchodem. V letech 1871 až 1918 byly Vogézy hlavní hranicí mezi Francouzskou třetí republikou a Prusy vedenou Německou říší. Demarkační čára se táhla od vrcholu Ballon d'Alsace po horu Mont Donon s tím, že země na východ byla včleněna do Německa jako součást Alsaska-Lotrinska. Během první světové války se v pohoří odehrávalo pouze málo akcí a zůstalo relativně statickou frontou. Během léta 1918 zde své první frontové zkušenosti získával 21. československý střelecký pluk (československých legií ve Francii). Byl rozestavěn na úseku fronty mezi městečkem Aspach-le-Haut a Kreuzwald u Michelbachu. Pohoří bylo také místem krátkých, ale ostrých bojů mezi Francouzi a Američany na straně jedné a německými silami na straně druhé za druhé světové války na podzim roku 1944. Dnes je po tomto pohoří pojmenován francouzský departement Vogézy.

## Galerie

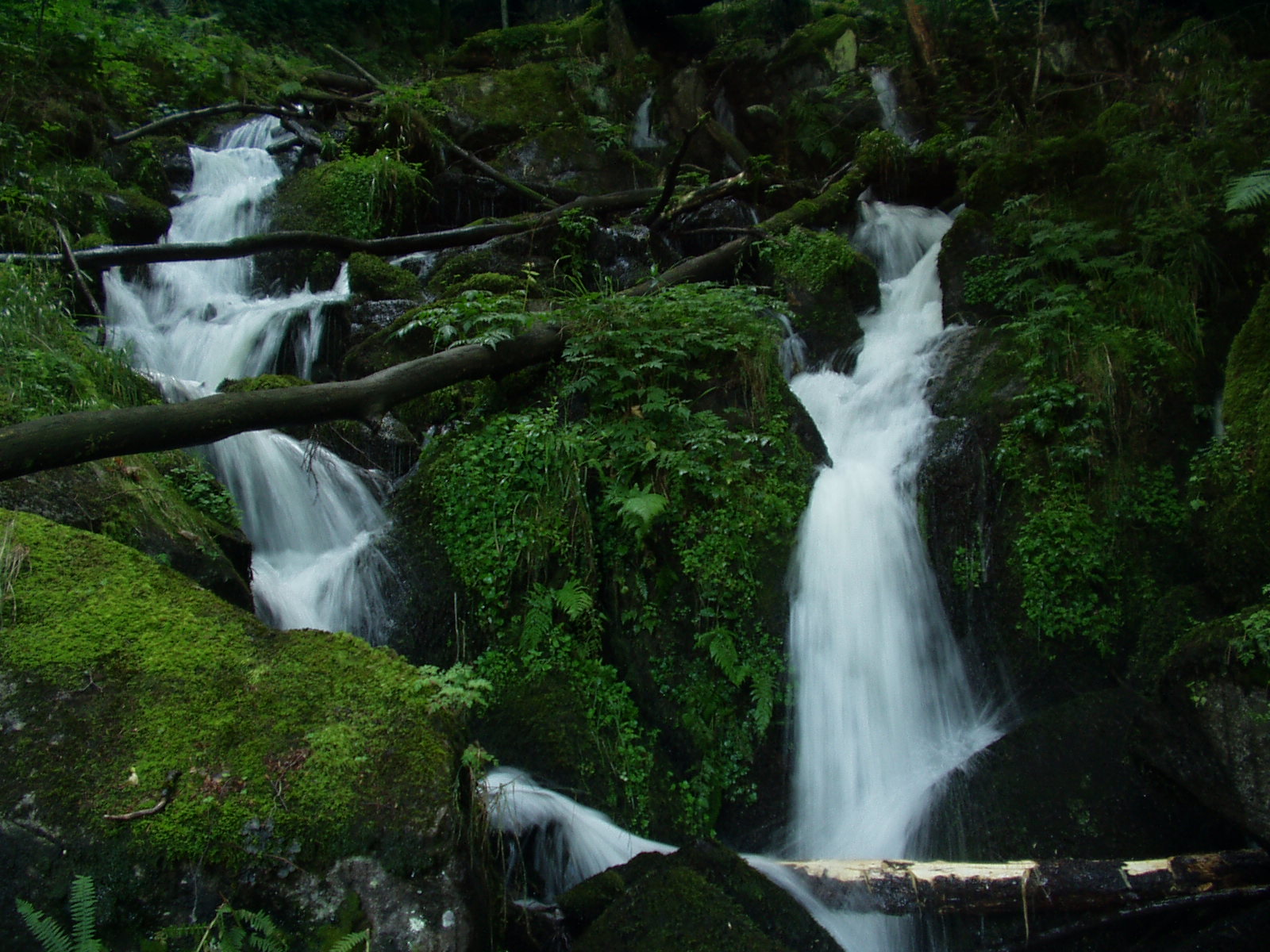
Vodopád ve východních Vogézách
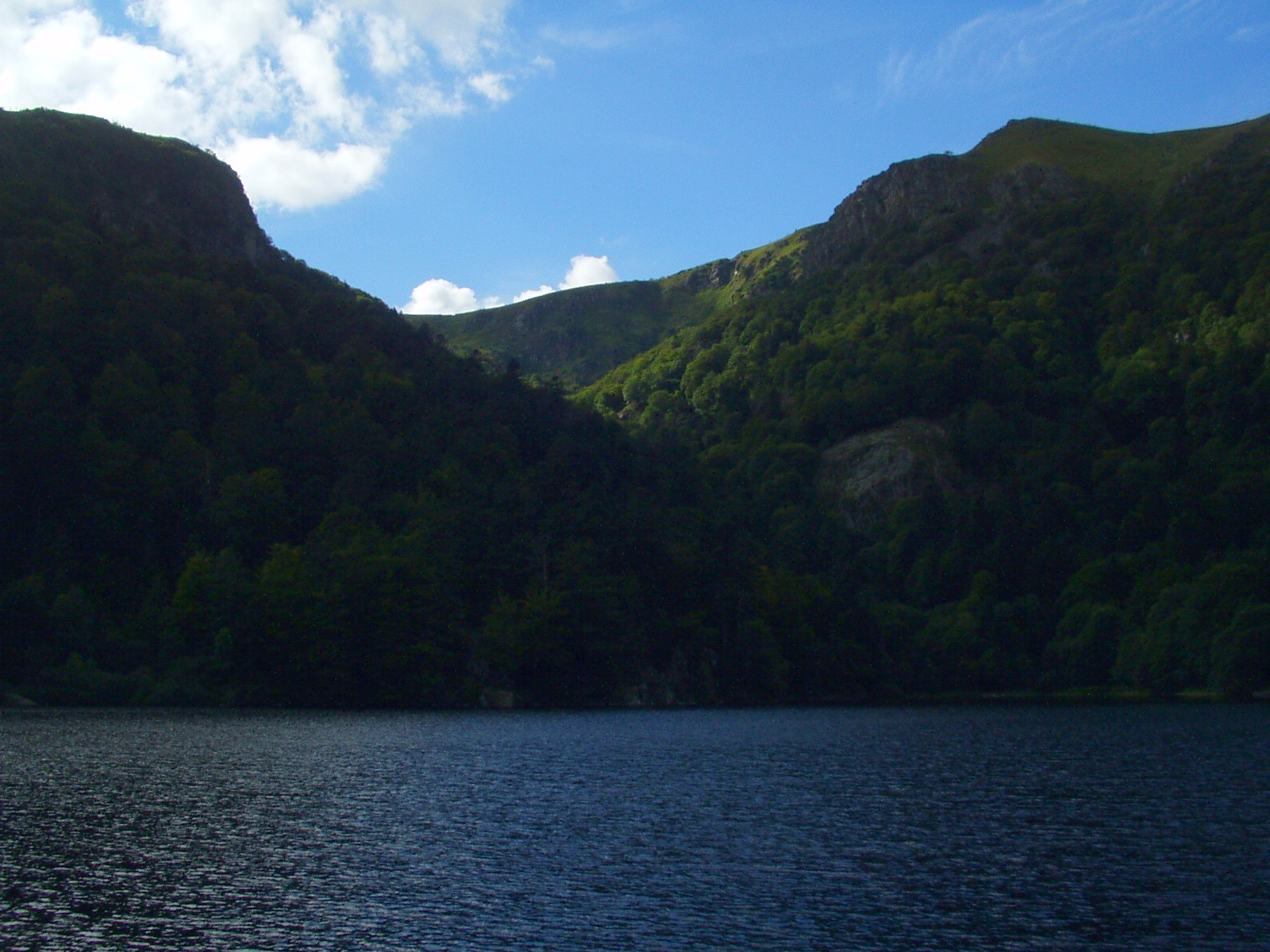
Lac de Schiessrothried, ledovcové jezero ve Vogézách